# Everyday Is Christmas
Everyday Is Christmas ist das erste Weihnachtsalbum der australischen Singer-Songwriterin Sia aus dem Jahr 2017.

## Entstehung und Veröffentlichung
Everyday Is Christmas erschien erstmals am 17. November 2017 bei Atlantic Records und setzt sich in seiner Standardversion aus zehn Titeln zusammen. Es ist ihre erste Veröffentlichung mit Atlantic und enthält originale Lieder, welche von Sia und Greg Kurstin geschrieben wurden. Kurstin, welcher bereits mit Sia bei ihren Studioalben We Are Born (2010), 1000 Forms of Fear (2014) und This Is Acting (2016) zusammengearbeitet hatte, produzierte sämtliche Songs auf dem Album. Maddie Ziegler, mit der Sia bereits seit 2014 bei ihren Musikvideos zusammenarbeitet, ist auf dem Cover zu sehen.
Eine japanische Version des Albums, welche unter dem Label Warner Music Japan erschien, enthält neben den zehn bereits veröffentlichten Liedern noch den Bonustitel My Old Santa Claus.
Ein Jahr nach der Erstveröffentlichung erschien eine Deluxeversion des Albums. Diese enthält das bereits veröffentlichte Lied My Old Santa Claus, den Coversong Round and Round sowie den bisher unveröffentlichten Song Sing for My Life. Am 5. November 2021 erschien eine weitere Deluxeversion. Untertitelt mit The Snowman Deluxe Edition, enthält sie zusätzlich zu den von 2018 bereits bekannten Bonustitel drei weitere Lieder: Pin Drop, Santa Visits Everyone und den Slowed Down & Snowed In TikTok Remix von Snowman. Am 11. November 2022, wurde die Snowman Deluxe Edition erneut aufgelegt, diesmal mit vier zusätzlichen Bonus-Tracks: Naughty & Nice, 12 Nights, 3 Minutes ’Til New Years und einem neuen Remix von Snowman.

## Titelliste
| Nr.          | Titel                           | Länge |
| ------------ | ------------------------------- | ----- |
| 1.           | Santa’s Coming for Us           | 3:26  |
| 2.           | Candy Cane Lane                 | 3:32  |
| 3.           | Snowman                         | 2:45  |
| 4.           | Snowflake                       | 4:02  |
| 5.           | Ho Ho Ho                        | 3:25  |
| 6.           | Puppies Are Forever             | 3:43  |
| 7.           | Sunshine                        | 3:25  |
| 8.           | Underneath the Mistletoe        | 3:50  |
| 9.           | Everyday Is Christmas           | 3:23  |
| 10.          | Underneath the Christmas Lights | 3:36  |
| Gesamtlänge: | Gesamtlänge:                    | 35:07 |

| Nr.          | Titel              | Länge |
| ------------ | ------------------ | ----- |
| 11.          | My Old Santa Claus | 3:24  |
| Gesamtlänge: | Gesamtlänge:       | 38:31 |

| Nr.          | Titel              | Länge |
| ------------ | ------------------ | ----- |
| 11.          | Round and Round    | 2:29  |
| 12.          | Sing for My Life   | 3:44  |
| 13.          | My Old Santa Claus | 3:24  |
| Gesamtlänge: | Gesamtlänge:       | 44:44 |

Anmerkungen: Alle Songs, bis auf Round and Round wurden von Sia Furler und Greg Kurstin geschrieben. Round and Round wurde von Joe Shapiro und Lou Stallman geschrieben. Alle Titel wurden von Kurstin produziert.

## Singles
| Jahr | Titel                 | Höchstplatzierung, Gesamtwochen, AuszeichnungChartplatzierungen (Jahr, Titel, , Platzierungen, Wochen, Auszeichnungen, Anmerkungen) | Höchstplatzierung, Gesamtwochen, AuszeichnungChartplatzierungen (Jahr, Titel, , Platzierungen, Wochen, Auszeichnungen, Anmerkungen) | Höchstplatzierung, Gesamtwochen, AuszeichnungChartplatzierungen (Jahr, Titel, , Platzierungen, Wochen, Auszeichnungen, Anmerkungen) | Höchstplatzierung, Gesamtwochen, AuszeichnungChartplatzierungen (Jahr, Titel, , Platzierungen, Wochen, Auszeichnungen, Anmerkungen) | Höchstplatzierung, Gesamtwochen, AuszeichnungChartplatzierungen (Jahr, Titel, , Platzierungen, Wochen, Auszeichnungen, Anmerkungen) | Höchstplatzierung, Gesamtwochen, AuszeichnungChartplatzierungen (Jahr, Titel, , Platzierungen, Wochen, Auszeichnungen, Anmerkungen) | Anmerkungen                                                  |
| Jahr | Titel                 | DE | AT | CH | UK | US | AU | Anmerkungen                                                  |
| ---- | --------------------- | --- | --- | --- | --- | --- | --- | ------------------------------------------------------------ |
| 2017 | Santa’s Coming for Us | DE50 (11 Wo.)DE | AT47 (12 Wo.)AT | CH27 (11 Wo.)CH | UK17 Gold · (20 Wo.)UK | US— GoldUS | — | Erstveröffentlichung: 30. Oktober 2017 Verkäufe: + 1.070.000 |
| 2017 | Snowman               | DE6 (30 Wo.)DE | AT4 (30 Wo.)AT | CH4 (37 Wo.)CH | UK18 Platin · (24 Wo.)UK | US43 ×2Doppelplatin · (1 Wo.)US | AU11 (11 Wo.)AU | Erstveröffentlichung: 9. November 2017 Verkäufe: + 2.190.000 |

## Rezensionen
Everyday Is Christmas bekam bei Metacritic 59 von möglichen 100 Punkten.

## Kommerzieller Erfolg

### Chartplatzierungen
| Periode   | Höchstplatzierung, GesamtwochenChartplatzierungen (Periode, Platzierungen, Wochen) | Höchstplatzierung, GesamtwochenChartplatzierungen (Periode, Platzierungen, Wochen) | Höchstplatzierung, GesamtwochenChartplatzierungen (Periode, Platzierungen, Wochen) | Höchstplatzierung, GesamtwochenChartplatzierungen (Periode, Platzierungen, Wochen) | Höchstplatzierung, GesamtwochenChartplatzierungen (Periode, Platzierungen, Wochen) | Höchstplatzierung, GesamtwochenChartplatzierungen (Periode, Platzierungen, Wochen) |
| Periode   | DE                                                                                 | AT                                                                                 | CH                                                                                 | UK                                                                                 | US                                                                                 | AU                                                                                 |
| --------- | ---------------------------------------------------------------------------------- | ---------------------------------------------------------------------------------- | ---------------------------------------------------------------------------------- | ---------------------------------------------------------------------------------- | ---------------------------------------------------------------------------------- | ---------------------------------------------------------------------------------- |
| 2017/18   | DE38 (6 Wo.)DE                                                                     | AT31 (5 Wo.)AT                                                                     | CH21 (6 Wo.)CH                                                                     | UK39 (6 Wo.)UK                                                                     | US27 (6 Wo.)US                                                                     | AU7 (6 Wo.)AU                                                                      |
| 2018/19   | DE90 (1 Wo.)DE                                                                     | —                                                                                  | —                                                                                  | —                                                                                  | US132 (4 Wo.)US                                                                    | —                                                                                  |
| 2019/20   | —                                                                                  | —                                                                                  | —                                                                                  | —                                                                                  | US149 (1 Wo.)US                                                                    | —                                                                                  |
| 2020/21   | DE55 (1 Wo.)DE                                                                     | AT61 (2 Wo.)AT                                                                     | —                                                                                  | —                                                                                  | US83 (3 Wo.)US                                                                     | —                                                                                  |
| 2021/22   | DE50 (1 Wo.)DE                                                                     | AT40 (4 Wo.)AT                                                                     | CH42 (2 Wo.)CH                                                                     | —                                                                                  | US113 (4 Wo.)US                                                                    | —                                                                                  |
| 2022/23   | DE41 (5 Wo.)DE                                                                     | AT30 (4 Wo.)AT                                                                     | CH40 (3 Wo.)CH                                                                     | —                                                                                  | US96 (5 Wo.)US                                                                     | —                                                                                  |
| 2023/24   | DE4 (4 Wo.)DE                                                                      | AT14 (4 Wo.)AT                                                                     | CH7 (4 Wo.)CH                                                                      | UK69 (1 Wo.)UK                                                                     | US71 (5 Wo.)US                                                                     | —                                                                                  |
| 2024/25   | DE5 (6 Wo.)DE                                                                      | AT12 (4 Wo.)AT                                                                     | CH6 (5 Wo.)CH                                                                      | UK100 (1 Wo.)UK                                                                    | US49 (4 Wo.)US                                                                     | —                                                                                  |
| Insgesamt | DE4 (24 Wo.)DE                                                                     | AT12 (23 Wo.)AT                                                                    | CH6 (20 Wo.)CH                                                                     | UK39 (8 Wo.)UK                                                                     | US27 (32 Wo.)US                                                                    | AU7 (6 Wo.)AU                                                                      |

### Auszeichnungen für Musikverkäufe
| Land/Region                  | Auszeichnungen für Musikverkäufe (Land/Region, Auszeichnung, Verkäufe) | Verkäufe |
| ---------------------------- | ---------------------------------------------------------------------- | -------- |
| Dänemark (IFPI)              | Platin                                                                 | 20.000   |
| Frankreich (SNEP)            | Gold                                                                   | 50.000   |
| Kanada (MC)                  | Gold                                                                   | 40.000   |
| Neuseeland (RMNZ)            | Gold                                                                   | 7.500    |
| Vereinigtes Königreich (BPI) | Silber                                                                 | 60.000   |
| Insgesamt                    | 1× Silber · 3× Gold · 1× Platin ·                                      | 177.500  |

Hauptartikel: Sia (Sängerin)/Auszeichnungen für Musikverkäufe